# Liste von Persönlichkeiten der Stadt Kropywnyzkyj
Die folgende Liste enthält Personen, die in Kropywnyzkyj (1754–1924 Jelisawetgrad, 1924–1934 Sinowjewsk, 1934–1939 Kirowo, 1940–2016 Kirowohrad) geboren wurden sowie solche, die zeitweise dort gelebt und gewirkt haben, jeweils chronologisch aufgelistet nach dem Geburtsjahr. Die Liste erhebt keinen Anspruch auf Vollständigkeit.

## In Kropywnyzkyj geborene Persönlichkeiten

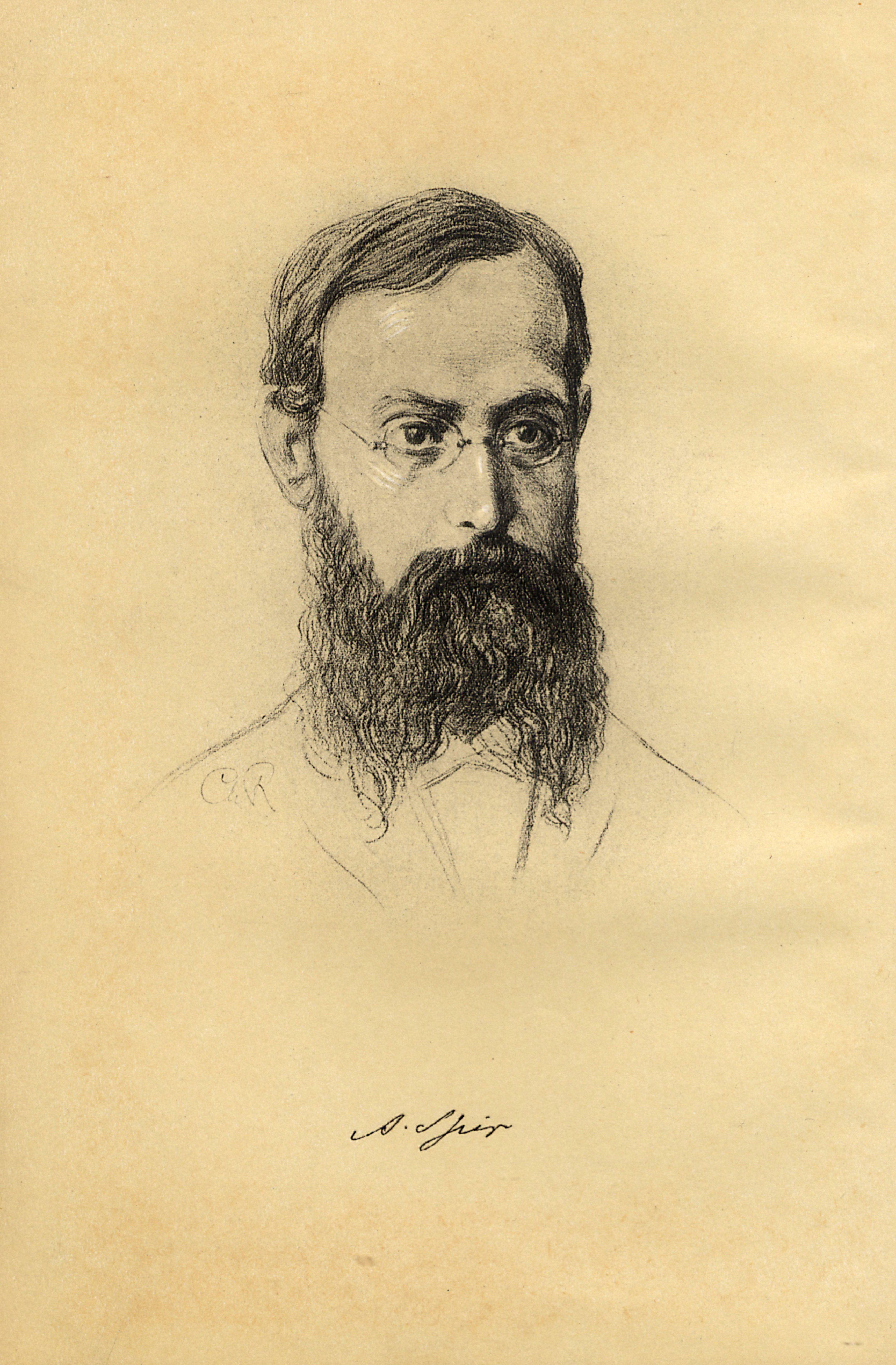
Afrikan Spir

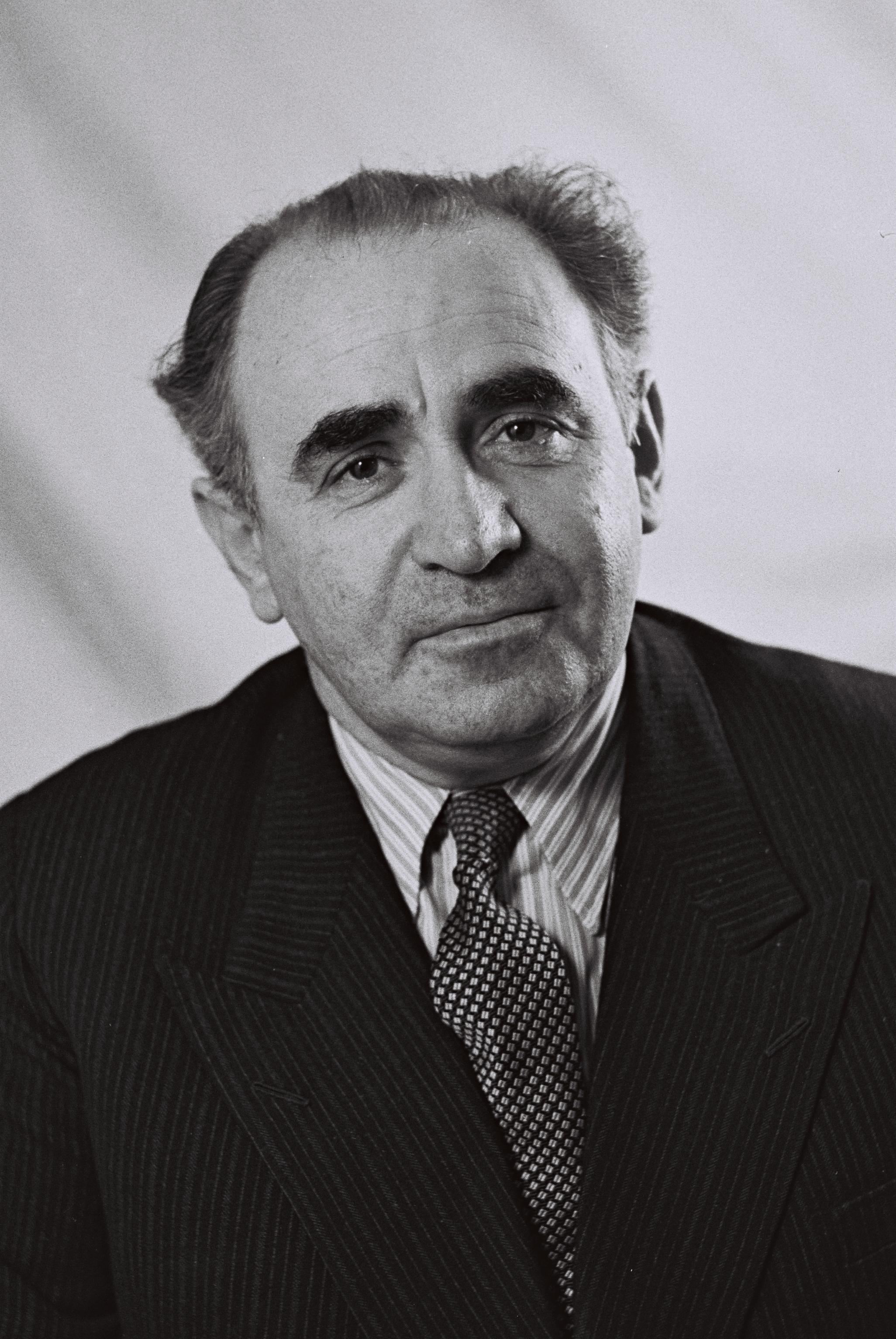
Ja’akov Schimschon Schapira

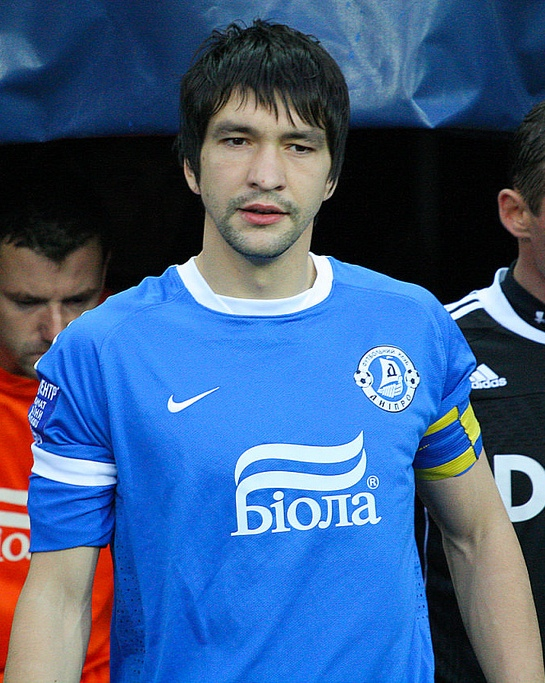
Andrij Russol

### Bis 1900
- Afrikan Spir (1837–1890), russisch-ukrainischer Philosoph und Logiker
- Platon Porezki (1846–1907), russischer Mathematiker, Astronom, Logiker und Philosoph
- Felix Blumenfeld (1863–1931), russischer Komponist, Dirigent und Pianist
- Moses Gomberg (1866–1947), Chemiker
- Samuel Weissenberg (1867–1928), Arzt jüdischer Abkunft
- Wolodymyr Wynnytschenko (1880–1951), Politiker und Schriftsteller
- Heinrich Neuhaus (1888–1964), Pianist
- Maurice Podoloff (1890–1985), US-amerikanischer Jurist und Sportmanager
- Samuel Gardner (1891–1984), US-amerikanischer Komponist
- Arkadi Maslow (1891–1941), Politiker
- Alexander Rasumny (1891–1972), russischer Filmregisseur und Kameramann
- Benjamin Stolberg (1891–1951), amerikanischer Sozialwissenschaftler und Journalist
- Boris Hessen (1893–1936), Physiker und Wissenschaftshistoriker
- Jurij Darahan (1894–1926), Dichter
- Issachar Ber Ryback (1897–1935), russisch-französischer Maler
- Juri Olescha (1899–1960), russischer Schriftsteller, Dichter und Dramatiker

### 1901 bis 1950
- Ja’akov Schimschon Schapira (1902–1993), israelischer Politiker und Justizminister
- Mychajlo Bondarenko (1903–1938), ukrainisch-sowjetischer Politiker, Vorsitzender des Ministerrates der USSR
- Julij Mejtus (1903–1997), Komponist
- Michał Choromański (1904–1972), polnischer Schriftsteller
- Arseni Tarkowski (1907–1989), sowjetischer Lyriker und Übersetzer
- Jefim Lewitan (1915–2007), russischer Architekt
- Tamara Wladimirowna Kowalewskaja (1923–1986), sowjetische Architektin und Hochschullehrerin
- Alexei Suetin (1926–2001), sowjetisch-russischer Großmeister im Schach, Autor von Schachbüchern
- Grigori Gamarnik (1929–2018), sowjetischer Ringer
- Tamara Miansarowa (1931–2017), sowjetische bzw. russische Sopranistin und Musikpädagogin
- Oleksandr Schtscherbyna (* 1931), sowjetischer Geher

### Ab 1951
- Jurij Prochorenko (* 1951), sowjetisch-ukrainischer Stabhochspringer
- Alexander Saldostanow (* 1963), Gründer und Präsident des russischen Motorrad- und Rockerclubs Nachtwölfe
- Andrei Kantschelskis (* 1969), Fußballspieler
- Oleksandr Symonenko (* 1974), Bahnradsportler
- Roman Penkow (* 1976), russischer Musikproduzent und Remixer
- Roman Monarow (* 1980), Fußballspieler und -trainer
- Serhij Nasarenko (* 1980), Fußballspieler
- Julija Dowhal (* 1983), Gewichtheberin
- Oleksandr Kwatschuk (* 1983), Radrennfahrer
- Andrij Russol (* 1983), Fußballspieler
- Andrij Pjatow (* 1984), Fußballspieler
- Alexander Frenkel (* 1985), deutscher Boxer
- Walentyna Salamacha (* 1986), aserbaidschanisch-ukrainische Handballspielerin
- Jewhen Konopljanka (* 1989), Fußballspieler
- Ihor Beresowskyj (* 1990), Fußballspieler
- Dmytro Jakowenko (* 1992), Hochspringer
- Dmytro Timashov (* 1996), Eishockeyspieler
- Kyrylo Zarenko (* 2000), Radrennfahrer
- Oleh Doroschtschuk (* 2001), Hochspringer

## Personen mit Bezug zu Kropywnyzkyj
- Wiktor Grigorowitsch (1815–1876), Slawist
- Marko Kropywnyzkyj (1840–1910), Schauspieler und Theatergründer
- Grigori Sinowjew (1883–1936), sowjetischer Politiker
- Dmitri Utkin (1970–2023), russischer Söldnerführer